# Togoland
Togoland byl německým protektorátem (v podstatě německou kolonií) v západní Africe od roku 1884 do roku 1914.

## Historie

### Vznik

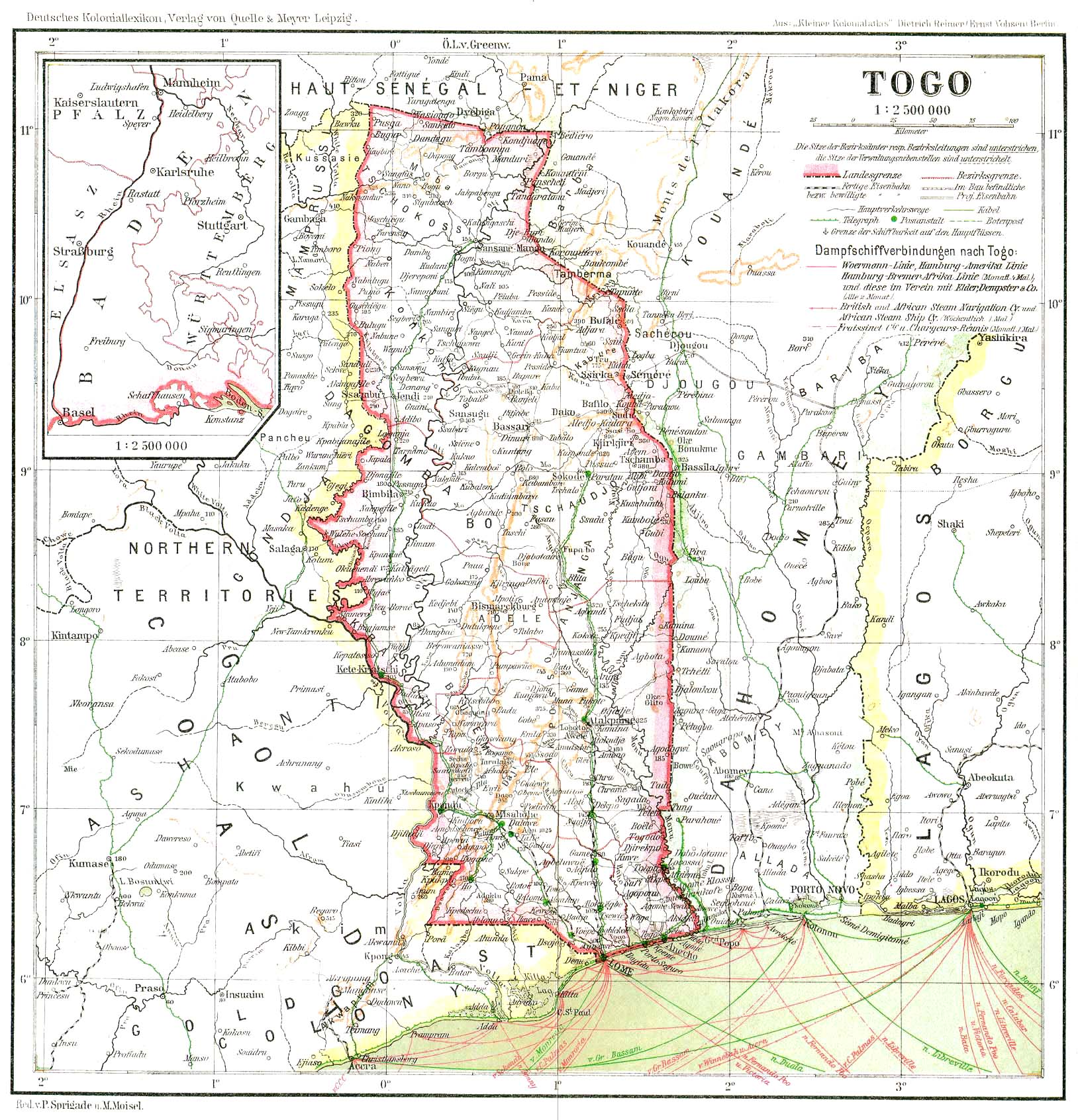
Map of Togo in 1915

Protektorát byl ustanoven během dělení Afriky mezi koloniální mocnosti (Závod o Afriku), když německý cestovatel Gustav Nachtigal dorazil do Togoville, vyslaný jako zvláštní komisař německým kancléřem Otto von Bismarckem. 5. července 1884 byla podepsána smlouva s místním náčelníkem Miapou III., ve které Německé císařství vyhlásilo protektorát nad úsekem pobřeží podél Beninského zálivu. Nachtigal byl říšským komisařem (Reichkommissar) pouhý den, když byl nahrazen Heinrichem Randadem, protože jej čekaly nové úkoly v severní Africe.
Německo postupně rozšiřovalo svou kontrolu nad vnitrozemím. Do oblasti přineslo vědecké pěstování hlavních vývozních artiklů – kakaa, kávy a vlny. Dále rozvíjelo infrastrukturu na jednu z nejvyšších úrovní v Africe. Protože se Togoland stal soběstačnou kolonií Německa, byl známý jako jeho „vzorová kolonie“ (Musterkolonie). To trvalo do přerušení tohoto stavu 1. světovou válkou.

### První světová válka

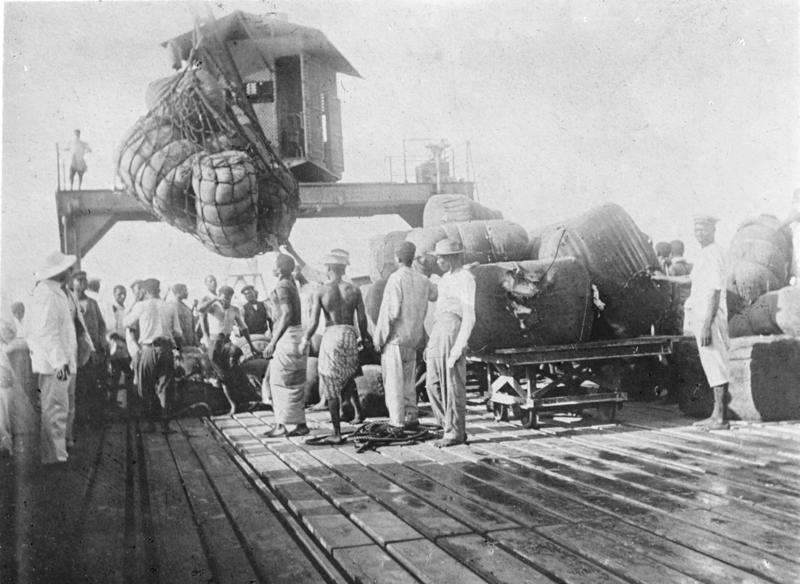
Nakládání bavlny v Lomé

Německé vojenské jednotky byly vyzvány 6. srpna ke kapitulaci, nato 7. srpna provedly britské a francouzské jednotky invazi do kolonie Togoland, začaly okupovat Lome a postupovaly na výkonnou radiovou stanici nedaleko města Kamina. Togoland se vzdal 26. srpna, poté co německé jednotky zničily stanici v noci z 24. na 25. srpna. Togoland byl později 7. prosince 1916 rozdělen na francouzskou a britskou administrativní zónu. Togoland se formálně stal členem Společnosti národů, a byl z administrativních důvodů rozdělen na Francouzský Togoland (2/3 území) a Britský Togoland (1/3 území).
V konečném výsledku se Francouzský Togoland stal dnešním Togem, zatímco Britský Togoland se stal po plebiscitu součástí Ghany.

### Vlajka
Pro tuto kolonii bylo roku 1914 navrženo několik variant vlastních vlajek a znaků. Kvůli první světové válce ale nebyla žádná z nich nikdy zavedena.

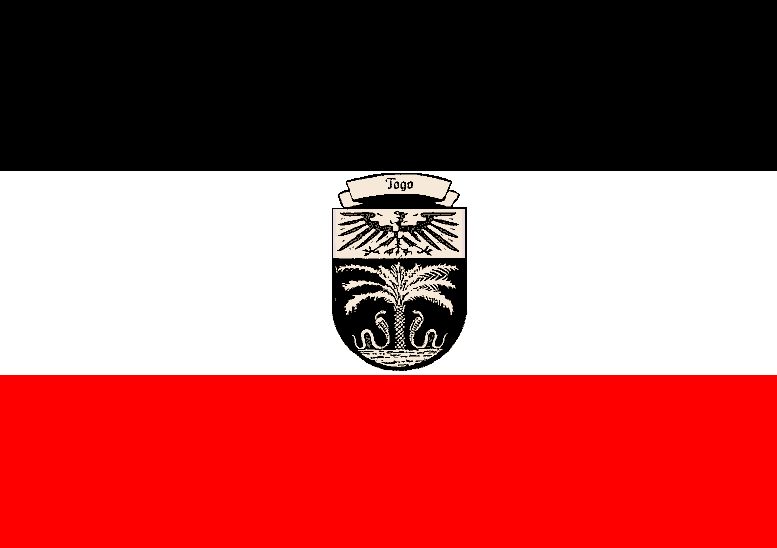
Návrh vlajky německého Togolandu Poměr stran: ?
Návrh vlajky německého Togolandu Poměr stran: ?
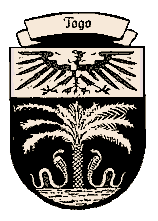
Návrh znaku německého Togolandu
Návrh znaku německého Togolandu

## Němečtí vládci Togolandu 1884-1914
- 1884: Gustav Nachtigal – Říšský komisař pro západní Afriku
- 1884 – 1885: Julius svobodný pán von Soden – Vrchní komisař Togolandu
- 1885 – 1887: Ernst Falkenthal – Komisař Togolandu
- 1887 – 1888: Jesko von Puttkamer
- 1888 – 1891: Eugen von Zimmerer
- 1891 – 1892: neobsazeno
- 1892 – 1895: Jesko von Puttkamer – Komisař Togolandu, od roku 1893 s titulem Zemského hejtmana (Landeshauptmann)
- 1895 – 1902: August Köhler – od roku 1898 s titulem Guvernér
- 1902 – 1903: Waldemar Horn – Guvernér
- 1903 – 1905: Julius Graf Zech auf Neuhofen
- 1905 – 1910: Julius Graf Zech auf Neuhofen – Guvernér
- 1910 – 1912: Edmund Brückner – Guvernér
- 1912 – 1914: Herzog Adolf Friedrich zu Mecklenburg-Schwerin – Guvernér
- 1914: Hans-Georg von Doering